# 圣托雷特
圣托雷特（法語：Sainte-Thorette，法語發音：[sɛ̃t tɔʁɛt]）是法国谢尔省的一个市镇，位于该省西部，属于维耶尔宗区。

## 地理
圣托雷特（47°4'53"N, 2°11'56"E）面积26.54 平方千米，位于法国中央-卢瓦尔河谷大区谢尔省，该省份为法国中部省份，北起卢瓦雷省，西接卢瓦-谢尔省和安德尔省，南至克勒兹省，东南接阿列省，东临涅夫勒省。
与圣托雷特接壤的市镇（或旧市镇、城区）包括：马尔马涅、耶夫尔河畔默安、莫尔托米耶、普卢、普勒伊、坎西、谢尔河畔新城。

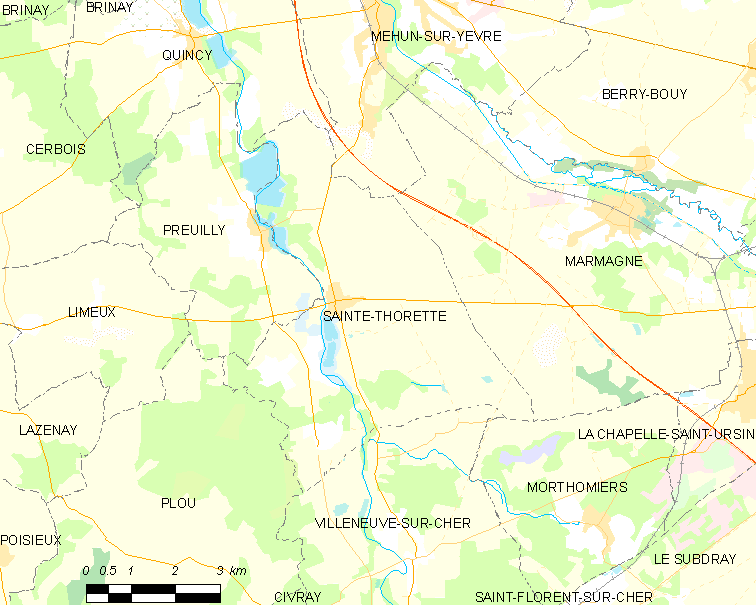
圣托雷特的OSM定位图

圣托雷特的时区为UTC+01:00、UTC+02:00（夏令时）。

## 行政
圣托雷特的邮政编码为18500，INSEE市镇编码为18237。

## 政治
圣托雷特所属的省级选区为耶夫尔河畔默安县。

## 人口

1962-2008年间圣托雷特人口变化图示

圣托雷特于2022年1月1日时的人口数量为473人。